# Bertus Fennema
Egbertus (Bertus) Fennema (Leens, 18 oktober 1944) is een Nederlands burgemeester namens het Christen-Democratisch Appèl (CDA).
Voor hij burgemeester werd, was Fennema vanaf 1991 gedeputeerde van Groningen. Per 1 november 1999 werd hij benoemd tot burgemeester van Schiermonnikoog. Vier jaar later, in 2003, keerde hij terug naar de vaste wal en werd hij burgemeester van het Groningse Zuidhorn. Op 1 april 2011 vertrok hij daar. Op 18 april werd hij aangesteld als waarnemend burgemeester in Haren om een jaar later te worden opgevolgd door Rob Bats.
Hij is medeauteur van het boek over architect Willem Reitsema Tzn. alsmede auteur van het boek over de fotograaf Jacob Molenhuis en het boek De Marne in beweging over de geschiedenis van het vervoer in de Marne.
- Gemeinsame Normdatei: 135588979
- International Standard Name Identifier: 0000 0000 6945 639X
- Library of Congress Control Number: no2009136171
- Nederlandse Thesaurus van Auteursnamen: 308677897
- Système universitaire de documentation: 129265535
- Virtual International Authority File: 96916699
- WorldCat: E39PBJdh4YCxtycyHJgymhttKd